# Companyia Arden Producciones
ARDEN naix en 1995 fundada per Joan Carles Garés i Chema Cardeña. Una productora d'Arts Escèniques que a més de versions de clàssics i espectacles d'investigació escènica, s'especialitza en el teatre de recreació històrica. A través de personatges o fets històrics, l'autor i director artístic de la Companyia escriu històries que reflecteixen la nostra actualitat social o política.
Fins a hui ha estrenat quasi quaranta produccions teatrals, agrupades moltes d'elles en Trilogies: la de Clàssics Europeus, la Trilogia Hel·lènica, la Trilogia del Mal (adaptacions d'obres de Shakespeare), La Trilogia del Temps o la més recent Trilogia de la Memòria, actualment en gira.
En 2009 va iniciar la seua línia de producció de Teatre per a xiquetes i xiquets i en 2010, Arden amplia la societat i un tercer soci entra a formar part de l'empresa: David Campillos, qui ja formava part de l'equip des de 2005. En 2011 obri oficialment la seua pròpia sala d'exhibició, creant el ‘Centre Cultural Docent d'Arts Escèniques – Sala Russafa’, en València.

## Al cinema
- Matar al Rey (2016),[8] dirigida per Vicente Monsonís.[9] Basada en l'obra teatral homònima de Chema Cardeña i estrenada a l'octubre de 2014.
- Un cercle en l'aigua (2020),[10] dirigida per Vicente Monsonís, a partir del text teatral “La estància” de Chema Cardeña i estrenat al 1995.